# Embia femorata
Embia femorata is een insectensoort uit de familie Embiidae, die tot de orde webspinners (Embioptera) behoort. De soort komt voor in Congo-Kinshasa.
Embia femorata is voor het eerst wetenschappelijk beschreven door Navás in 1916.